# Karadagové
Karadagové nebo Karadžadagové (ázerbájdžánsky Qaradaġlılar - Qaracadağlılar, pro rozlišení Qaradağlı eli, turecky Karadağlılar - Karacadağlılar, rusky Карадагцы - Karadžhadagcy) jsou etnickou skupinou Turkiců, náležící ke skupině íránských Ázerbájdžánců, žijících v severozápadním Íránu poblíž hranic s Ázerbájdžánem (plato Karadag - česky Černá Hora, na jih od řeky Araks, na severu provincie Východní Ázerbájdžán). Jejich název je odvozen od jména místa jejich bydlišť (velká hora nebo horské místo, což v češtině znamená Černá Hora - Karadag). Přidaná přípona "-ly" vytváří smysl znamenající žijící v hornatých místech. Velká sovětská encyklopedie považuje Černohorce za jednu z národopisných skupin Ázerbájdžánců. Černohorci mluví dialektem jazyka ázerbájdžánského.

## Historie
Podle jednoho názoru během Sáfiovského režimu v 15. a 16. století překočovali Černohorci, společně s některými turecky mluvícími kmeny, jako Šáhseveny a Kyzylbaši, z Anatolie do oblastí současného Ázerbájdžánského národa a stali se jejich součástí. Důsledkem rusko-íránských válek v letech 1804 - 1813 a 1826 - 1828 se stali smíšenou skupinou turecky mluvících Černohorců s potomky přistěhovalců z Kavkazu.
Poté, co se usadili v Černé Hoře, začali se zabývat pastevectvím. Několik skupin ozbrojenců provádělo přepady, lupičství a drancování, a někdy také zaútočilo na města, která měla obchodní karavany (orientální hostinec) .

## Kultura
Černohorci jsou tradičně rozděleni do sedmi kmenů. Žijí v neprůchodné hornaté oblasti Černé Hory. Severovýchodně od ní se nachází jedno z kočovných míst Šáhsevenů. Vzhledem k zeměpisné poloze je u Černohorců do určité míry zachován starý feudální vládní systém. Jejich tradiční kultura je typická pro pastorační národy západní Asie. Zabývají se polokočovným pastevectvím dobytka, takže sezónně migrují na západ od řeky Karasu, která je pravým přítokem Araksu. Většina Černohorců, usazených u pramenů řek, se zabývá zemědělstvím. Rozvinulo se zde také zahradnictví a hedvábnictví..
V oblasti kultury a tradic jsou Černohorci téměř totožní se Šáhseveny, stejně jako oni také mluví ázerbájdžánštinou. Černohorský dialekt je známý jako nejčistší varianta ázerbájdžánštiny, nejběžnější je v provincii Íránského Východního Ázerbájdžánu. V průběhu vlády Pahlavíské dynastie v Íránu se od Černohorců a dalších tureckých národů požadovalo učení v perštině. Černohorci jsou převážně muslimové, vyznávající formu ší'itského islámu. Ke konci 20. století k nim náleželo zhruba 30-40 tisíc obyvatel.